# Trair e Coçar É Só Começar (série de televisão)
Trair e Coçar É só Começar é um série brasileira produzida e exibida pelo Multishow entre 24 de novembro de 2014 e 31 de agosto de 2015, em duas temporadas. É uma adaptação televisiva da peça homônima de Marcos Caruso, que também originou o filme de 2006. Foi adaptada pelo próprio Marcos Caruso com co-autoria de Gisele Joras na segunda temporada.
Contou com Cacau Protásio, Márcia Cabrita e Cássio Scapin nos papéis principais.

## Elenco
| Cacau Protásio   | Olímpia   |  |  |
| Márcia Cabrita   | Inês      |  |  |
| Cássio Scapin    | Eduardo   |  |  |
| Dani Valente     | Lígia     |  |  |
| Gorete Milagres  | Zilda     |  |  |
| Bento Ribeiro    | Neco      |  |  |
| Pedroca Monteiro | Túlio     |  |  |
| Marcelo Flores   | Cristiano |  |  |
| Vinicius Marins  | Joel      |  |  |

## Episódios
| Temporada | Temporada | Episódios | Exibição Original      | Exibição Original      |
| Temporada | Temporada | Episódios | Estreia de temporada   | Final de temporada     |
| --------- | --------- | --------- | ---------------------- | ---------------------- |
|           | 1         | 15        | 24 de Novembro de 2014 | 12 de Dezembro de 2014 |
|           | 2         | 15        | 17 de Agosto de 2015   | 4 de Setembro de 2015  |

## Temporadas

### 1ª Temporada (2015)
- Todo o elenco está presente em todos os episódios; (até o momento).

| Nº | Título                    | Estreias               |
| --- | ------------------------- | ---------------------- |
| 1 | "A Separação"             | 24 de Novembro de 2014 |
| Eduardo e Inês se desentendem e começam a pensar em separação. Enquanto isso, Olímpia tenta a salvar a festa de casamento de uma amiga e vai acabar envolvendo os patrões numa confusão sem tamanho. |                           |                        |
| 2 | "Um Espetáculo de Jantar" | 25 de Novembro de 2014 |
| Agora vivendo separados, Eduardo e Inês arrumam namorados, mas o ciúme um do outros pode não deixar que essas relações durem muito tempo. |                           |                        |
| 3 | "Dupla Jornada"           | 26 de Novembro de 2014 |
| Uma obra vai colocar Inês e Eduardo em rota de colisão mais uma vez. Cristiano encontra um conhecido do passado. Se dividindo em dois patrões, Olímpia ainda tem que ajudar Zilda, que está desempregada. Tentando agradar a todos, Olímpia vai acaba se metendo numa confusão das grandes.                           |                           |                        |
| 4 | "As Gêmeas"               | 27 de Novembro de 2014 |
| Eduardo e Cristiano encontram uma antiga amiga do passado, Zuleika. O que eles não poderiam imaginar era que a irmã gêmea criminosa de Zuleika, Zuleide, está à solta e também quer participar desse reencontro. Com uma bandida à solta no prédio, Olímpia e Zilda vão bancar as detetives para resolver a confusão. |                           |                        |
| 5 | "A Outra"                 | 28 de Novembro de 2014 |
| Olímpia aparece na casa de Inês com uma família do interior que encontrou na rua. A família estava buscando um hospital para a filha grávida, mas não conseguiu custear sua estadia. Enquanto isso, Cristiano começa um novo negócio: uma agência de empregos. E sua primeira contratada é a empregada Diana.         |                           |                        |
| 6 | "Ela É A Dona De Tudo"    | 1 de Dezembro de 2014  |
| Quando a mãe de Eduardo chega ao Edifício Alberto I, o médico e Inês tem que fingir que ainda estão casados para não perderem a mamata. Enquanto isso, Olímpia apronta um golpe para um misterioso (e fogoso) cliente de Eduardo atrás de umas "pílulas                                                               |                           |                        |
| 7 | "Repaginar"               | 2 de Dezembro de 2014  |
| Irritados um com o outro, Inês e Eduardo resolvem se repaginar. Começam mudando as coisas de suas casas, seus gostos e Inês muda até a cor do cabelo. Inês diz que quer se livrar dos discos de Eduardo e Olímpia ouve a conversa e decide ajudar a patroa.                                                           |                           |                        |
| 8 | "O Golpe"                 | 3 de Dezembro de 2014  |
| Cristiano arruma mais um "negócio infalível" e vai arrastar Eduardo e Inês para uma confusão para russo nenhum botar defeito. |                           |                        |
| 9 | "O Bilhete"               | 4 de Dezembro de 2014  |
| Eduardo tem um sonho estranho e Olímpia insiste para o patrão jogar no bicho. Uma grande confusão começa quando o resultado sai e o bilhete do jogo some. |                           |                        |
| 10 | "Beijinho Doce"           | 5 de Dezembro de 2014  |
| Trabalhando dobrado para Inês e Eduardo, Olímpia vai aprontar muitas confusões ao tentar "terceirizar" o serviço para descolar uma grana extra. |                           |                        |
| 11 | "Van Goghinho"            | 8 de Dezembro de 2014  |
| Cristiano aluga a cobertura de Eduardo para duas pessoas bastante suspeitas que querem "gravar um comercial" lá. Inês revela que recebeu um quadro raríssimo em seu apartamento. |                           |                        |
| 12 | "Cinderela"               | 9 de Dezembro de 2014  |
| Olímpia ganha uma promoção e vai ter a chance de conhecer um de seus maiores ídolos: Diogo Nogueira. |                           |                        |
| 13 | "Erótico"                 | 10 de Dezembro de 2014 |
| Um amigo de Eduardo da época da faculdade, o sedutor Edson, conquista Inês. Só que a arquiteta nem imagina que está caindo num golpe do qual só seu ex pode lhe salvar. |                           |                        |
| 14 | "O Primo"                 | 11 de Dezembro de 2014 |
| O primo de Inês se hospeda no apartamento da arquiteta e deixa Eduardo e Olímpia contrariados. Folgado, o parente vai aprontar a maior confusão para fugir de sua ex-mulher. |                           |                        |
| 15 | "Chucrute Com Feijão"     | 12 de Dezembro de 2014 |
| Olímpia fica dividida entre dois pretendentes e vai acabar tendo ajuda de Lígia e Cristiano para dar conta de tanta confusão. |                           |                        |

### 2ª Temporada (2016)
- Todo o elenco está presente em todos os episódios; (até o momento).

| Nº | Título                         | Estreias             |
| --- | ------------------------------ | -------------------- |
| 1 | "O Novo Vizinho"               | 17 de Agosto de 2015 |
| Após a morte tragicômica de Eduardo, Inês tenta reconstruir sua vida. Mas a chegada de novos moradores ao Edifício Alberto I vão colocar a vida da viúva de cabeça para baixo.                                        |                                |                      |
| 2 | "Inês Está Na Pista"           | 18 de Agosto de 2015 |
| Enquanto Inês muda o visual, entra no Tinder e se joga na pista, Neco faz de tudo para conquistar a viúva. |                                |                      |
| 3 | "Será Que Ele É?"              | 19 de Agosto de 2015 |
| A chegada de uma prima de Neco coloca o Edifício Alberto I de cabeça para baixo. Neco e Túlio são um casal agora? |                                |                      |
| 4 | "E Dez Anos Depois..."         | 20 de Agosto de 2015 |
| Neco fica numa saia justa quando uma paixão de 10 anos atrás reaparece na sua vida ao mesmo tempo em que ele se vê envolvido com uma mulher casada.                                                                   |                                |                      |
| 5 | "Em Busca Do Sucesso"          | 21 de Agosto de 2015 |
| Lígia e Neco estão na pindaíba e Cristiano acaba bolando um dos seus planos mirabolantes para salvar sua esposa e o funkeiro. Mas será que essa mutreta vai dar certo?                                                |                                |                      |
| 6 | "Cacau de Olímpia"             | 24 de Agosto de 2015 |
| A vida de Olimpia fica de pernas para o ar quando a empregada descobre que uma suposta tia rica morreu em Ilhéus, na Bahia, e lhe deixou uma grande herança.                                                          |                                |                      |
| 7 | "Todo Mundo Trai"              | 25 de Agosto de 2015 |
| Olímpia mais uma vez mete os pés pelas mãos e acha que vários moradores do prêmio estão traindo uns aos outros. O circo está armado e, para empregada, todo mundo é culpado.                                          |                                |                      |
| 8 | "Um Dia de Celebridade"        | 26 de Agosto de 2015 |
| Quando um programa de TV decide acompanhar a vida de Neco, o funkeiro se vê obrigado a recorrer a Olímpia para não pagar mico com o fedor que um vazamento deixou na cobertura.                                       |                                |                      |
| 9 | "Onde Eu Estava Com A Cabeça?" | 27 de Agosto de 2015 |
| Enquanto Cristiano arruma mais uma de seus planos mirabolantes, Olímpia acaba hipnotizada e passa a atender por Idalina, a Marquesa de Paracambi.                                                                     |                                |                      |
| 10 | "Neco Tem Concorrência"        | 28 de Agosto de 2015 |
| Dramaturgia de humor que mostra as histórias de um casal que se separa, mora no mesmo prédio e divide a mesma empregada.                                                                                              |                                |                      |
| 11 | "Golpe Da Barriga"             | 31 de Agosto de 2015 |
| Uma periguete aparece na cobertura dizendo que carrega um filho de Neco na barriga e o funkeiro acaba pedindo ajuda a Cristiano para resolver o problema. Mas qual serão as verdadeiras intenções do marido de Lígia? |                                |                      |